# K Stade Leuven
El K Stade Leuven fue un equipo de fútbol de la ciudad de Lovaina en el Brabante Flamenco que alguna vez jugó en la Primera División de Bélgica, la liga de fútbol más importante del país.

## Historia
Fue fundado en el año 1903 en la ciudad de Leuven como Stade Louvaniste y con la matrícula nº 18 y admitido en la Segunda División de Bélgica hasta la temporada 1910/11. Fue en el año 1967 cuando adoptaron su denominación más reciente.
Tardó 40 años en la segunda categoría para lograr el ascenso a la Primera División de Bélgica para la temporada 1949/50, pero fue su única temporada en la máxima categoría luego de haber ganado tan solo 4 partidos de los 30 que disputó. Eventualmente descendió a la Tercera División de Bélgica en 1953, logrando varios ascensos a la Segunda División de Bélgica entre las décadas de los años 1980s y 1990s.
En el año 2002 mientras estaba en la Tercera División de Bélgica que decidieron fusionarse con el FC Zwarte Duivels Oud-Heverlee y el K Daring Club Leuven para crear al OH Leuven y desaparecer oficialmente.
El club disputó 30 partidos en la Primera División de Bélgica con 4 victorias, 7 empates y 19 derrotas, anotando 46 goles y recibiendo 85, siendo uno de los peores clubes que hayan participado en la Primera División de Bélgica.

## Palmarés
- Segunda División de Bélgica: 1

1948/49
- Tercera División de Bélgica: 3

1935/36, 1980/81, 1987/88

## Entrenadores
| - 1921-1926: Edgard Poelmans - 1926-1927: Julius Turnauer - 1927-1933: Sylvain De Porre - 1934-1944: Ferdinand Adams - 1944-1945: Louis Cordemans - 1945-1948: Albert Herremans - 1948-1949: Louis Cordemans - 1949-1950: August Hellemans - 1950-1951: Louis Cordemans - 1951-1953: Alfons Dewinter - 1954-1955: Tinus de Graaf - 1955-1956: Dis Van Audenaerde - 1956-1958: Raf Winand - 1958-1960: Ferenc Marosi - 1960-1961: Albert Herremans - 1961-1964: Raoul Verhaegen - 1964-1965: Louis Cordemans y John Declerck - 1965-1967: Marcel Decorte - 1967-1968: Albert Camelbeek y Félicien Saxe - 1968-1969: Albert Camelbeek y Félicien Saxe | - 1969-1970: Albert Herremans - 1970-1971: Omer Goeleven - 1971-1972: Frans Wijnants - 1972-1974: Tom Dehoux - 1974-1975: Robert Willems y Tom Dehoux - 1975-1976: Johnny Weyland, Marcel Veduyckt, Julien Van Roosvroeck y Marcel Vercammen - 1976-1982: Jaak Merchez - 1982-1983: Albert Bers - 1983-1984: Roger Van Haeren - 1984-1986: Rik Geertsen - 1986-1989: Dojčin Perazić - 1989-1990: Karel Fouarge - 1990-1991: Vince Briganti y Karel Fouarge - 1991-1992: Tom Frivaldszky - 1992-1993: Philippe Desmet - 1993-1995: Alfons Peeters - 1995-1998: Leon Nollet - 1998-1999: Fons Moons - 1999-2002: Donato Lallo |